# لاسي هالستروم
لاسي هالستروم (بالسويدية: Lasse Hallström)‏ هو مخرج سويدي شهير من مواليد 2 يونيو 1946. من أشهر أفلامه، فيلم ما الذي يضايق غيلبرت غريب وفيلم شوكولا مع أيقونة السينما جوني ديب.

## ما الذي يضايق جيلبرت جريب (1993)
ما الذي يضايق جيلبرت جريب بالإنجليزية: What's Eating Gilbert Grape هو فيلم أنتج عام 1993 ومن إخراج لاسي هالستروم وبطولة جوني ديب وجولييت لويس وليوناردو دي كابريو. كتب بيتر هيدجز السيناريو المقتبس عن روايته التي كتبها عام 1991 التي تحمل نفس الاسم.

## شوكولا (2000)

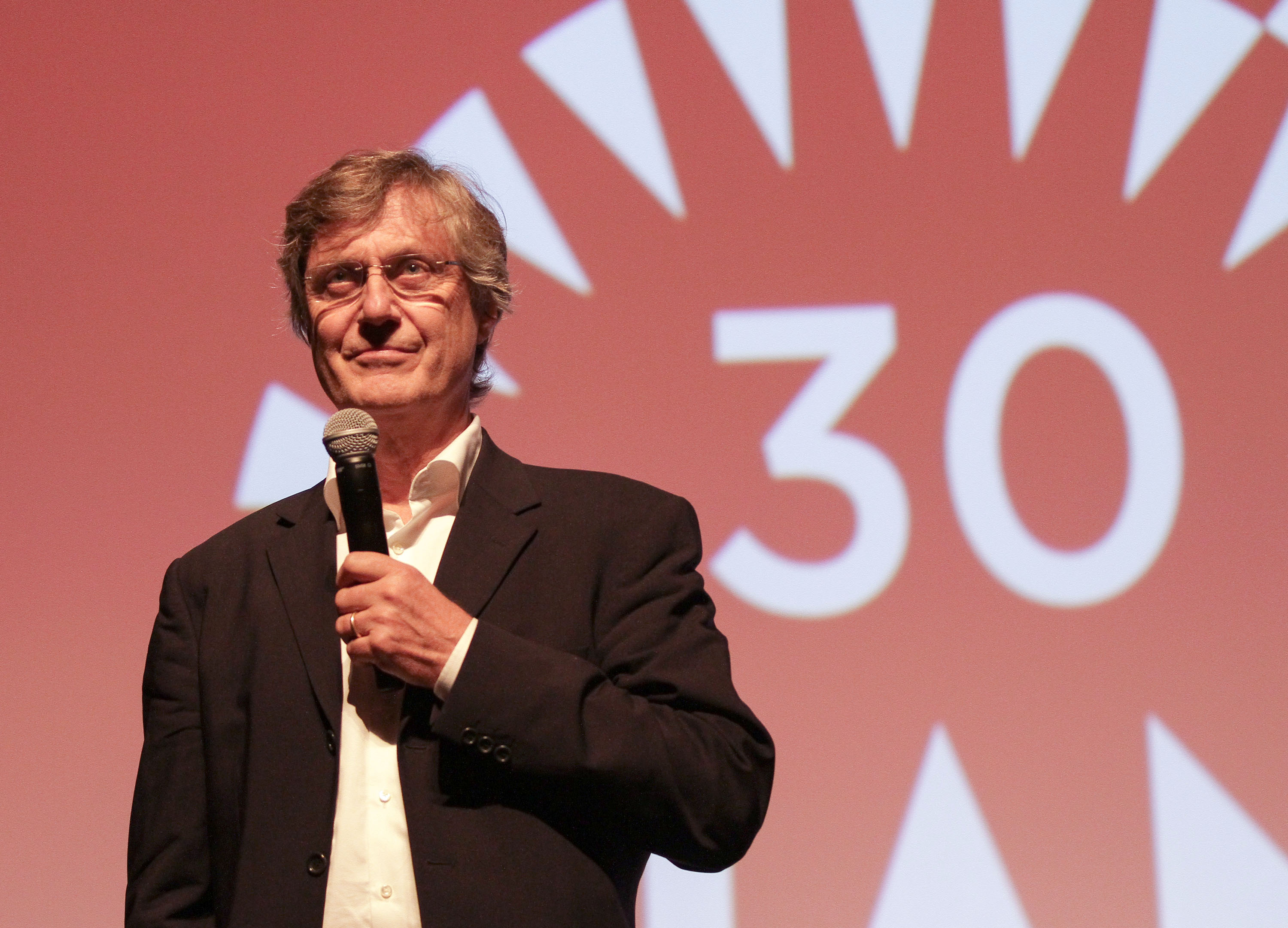
لاسي هالستروم في مهرجان ميامي السينمائي الدولي - دورة 2013

فيان روشر (جولييت بيونشي) كأجدادها تبدأ بالتجول عبر فرنسا. في شتاء 1959 تسافر إلى بلدة فرنسية هادئة حيث تقوم هي وابنتها أنووك (فيكتوريا ثيفيسول) بفتح محل صغير لبيع الشوكولا. قريبا ما تقوم جولييت بإعادة الشغف لحياة زوج وزوجته، وتشجع حب رجل كبير، وتجلب الراحة لإمراة مربكة تتمنى أن تترك زوجها السكير والذي يسيء إليها. ومع هذا فإن المحافظ التقي (ألفريد مولينا) يرى فيان بأنها إمراة فاسقة ويعمل ضدها بخفية. المعركة تبلغ ذروتها عندما تأتي فرقة مكونة من غجر النهر وتخيم بالقرب من البلدة، وتجد فيان نفسها معجبة بمتجول أيرلندي اسمه روكس جوني ديب والذي بدوره يعجب بها.

## روابط خارجية
- لاسي هالستروم على موقع IMDb (الإنجليزية)
- لاسي هالستروم على موقع مونزينجر (الألمانية)
- لاسي هالستروم على موقع ألو سيني (الفرنسية)
- لاسي هالستروم على موقع ميوزك برينز (الإنجليزية)
- لاسي هالستروم على موقع تيرنر كلاسيك موفيز (الإنجليزية)
- لاسي هالستروم على موقع أول موفي (الإنجليزية)
- لاسي هالستروم على موقع بوكس أوفيس موجو (الإنجليزية)
- لاسي هالستروم على موقع قاعدة بيانات الأفلام السويدية (السويدية)
- لاسي هالستروم على موقع إن إن دي بي (الإنجليزية)
- لاسي هالستروم على موقع قاعدة بيانات الفيلم (الإنجليزية)